# Jean-Dominique Senard
Jean-Dominique Senard (7 de març de 1953) és un executiu i empresari francès. El maig de 2012 va substituir Michel Rollier com a director executiu de la multinacional Michelin, després d'unir-se a la companyia com a director financer el 2005. Senard va ser el primer CEO de Michelin sense relació de parentiu amb la família fundadora. Al gener de 2019 va ser nomenat president de la multinacional Renault.

## Biografia
Senard, fill de diplomàtic, va créixer entre ambaixades de tot el món. Va assistir a HEC Paris, on va completar la formació amb un màster en Dret.
Va començar la seva carrera en diverses financeres i va arribar a l'empresa petroliera Total el 1979. El 1987, Senard es va incorporar a la gestió de tresoreria de Saint-Gobain. Al febrer de 1988, va ser nomenat subdirector, i director el 1991. Després va passar a dirigir els materials de construcció del grup Saint-Gobain, on va romandre 1996, quan s'uneix al grup d'alumini conglomerat Pechiney com a director financer i membre del seu comitè executiu. El període va ser molt agitat pel gegant de l'alumini. Quan la minera Alcan va llançar una oferta pública d'adquisició de Pechiney el 2003, Senard va ser nomenat president, amb un full de ruta per assolir la fusió. Com a resultat de l'OPA, esdevingué membre del Comitè d'administració d'Alcan.
Al març de 2005, es va unir a Michelin com a responsable de finances i membre del Consell executiu. Després de la mort per ofegament accidental del seu cap, Édouard Michelin, el 2006, va ser nomenat soci director del grup el maig de 2007. Al novembre de 2014, Senard va ser confirmat com a gerent general de la companyia després d'una reunió de la junta directiva. El seu mandat va ser renovat per quatre anys i finalitzaria a la primera meitat del 2019, a la clausura de la junta general d'accionistes.

### Renault
El Consell d'administració de Renault va nomenar el 24 de gener del 2019 Senard com a president de la multinacional Renault, per reemplaçar Carlos Ghosn, empresonat al Japó per suposades irregularitats a Nissan. Alhora, la multunacional de l'automòbil nomenava Thierry Bolloré director general i responsable executiu de l'activitat diària de Renault.